# Ultima Thule Ambient Music
Ultima Thule Ambient Music este o emisiune muzicală longevivă de radio, specializată pe muzică ambient, trasmisă pe posturile de radio din Australia din 1989. Emisiunea a fost descrisă drept unul din programele de primă importanță de muzică alternativă din lumea radiofonică a Australiei. Este de asemenea disponibilă ca webcast și ca podcast. În luna decembrie 2007, Ultima Thule a fost numărul unu în podcast pe website-ul iTunes Store în muzică ambient.

## Formatul emisiunii
Fiecare difuzare este un show neîntrerupt, compus din 90 de minute de soundscape muzical, creat din piese segue mixate a unui număr variat de artiști. Conținutul musical al fiecărei emisiuni este eclectic și divers și poate cuprinde, pe lângă muzica de bază Ambient, new age și electronică, muzică veche, medievală, clasică contemporană, etnică/world, cool jazz, coloane sonore și ocazional chiar și idiom-uri populare.
Durata emisiunii Ultima Thule a variat considerabil de-a lungul anilor. Inițial lansată ca o emisiune de 90 de minute, durata sa s-a extins progresiv la 2 și apoi 3 ore, după care, din martie 2001, a revenit la formatul inițial de 90 de minute.

## Istorie și prezentatori
Proiectul a fost conceput de George Cruickshank, emisiunea fiind difuzată pentru întâia dată pe 1 februarie 1989 din studiourile Narwee al 2NBC-FM. La începutul anilor 1990 emisiunea s-a mutat la cel mai mare și vechi post radio al Australiei, 2MBS-FM, unde și și-a stabilit sediul.
De la fondarea emisiunii și pînă la sfîrșitul anului 1998, George Cruickshank a fost programatorul și prezentatorul de bază al Ultima Thule. Spre sfîrșitul anului 1998, David Bassin, Candace Cappe, Victor Kay și Nev Dorrington au devenit co-producători alături de Cruickshank, însă acest aranjament s-a dovedit a fi ineficace, sfârșindu-se la începutul lui 1999.
Mai tîrziu, în 2001, Dorrington s-a alăturat iarăși grupului, participând la difuzarea programului, împreună cu  Mike Watson, a.k.a. Mike G, creatorul paginii-ghid Ambient Music Guide. Watson a colaborat la această emisiune timp de cinci ani, plecând în 2006. Ulterior, rolul lui Watson în echipa Ultima Thule a fost luat de Marc „Kundalini” Cottee. Jon Shapiro s-a alăturat emisiunii în 2009.
De la sfîrșitul anului 2001 emisiunea a fost difuzată într-un ciclu bilunar, Cruickshank prezentând fiecare a doua ediție, în timp ce ceilalți prezentatori găzduiau emisiunea în săptămânile alternative.

## Sindicalizarea, difuzarea și podcastingul
Ultima Thule este transmisă live de 2MBS-FM în Sydney, Australia, în serile de duminică, între orele 23h 30 și miezul nopții.
În iunie 2003, Ultima Thule a fost transmisă în Adelaide de 5MBS-FM, postul-soră al 2MBS, unde are același format și durată de difuzare.
Un al treilea post, Artsound FM al rețelei Fine Music Network din Canberra, a început să transmită emisiunea în noiembrie 2006, difuzând-o în serile de marți, de la orele 23.
În martie 2008 s-a anunțat pe blogul Ultima Thule ca emisiunea va putea fi recepționată la nivel național prin serviciul satelit al Comunității Rețelei de Radio, Comunity Broadcasting Association of Australia, ce difuzează emisiuni a peste 180 de posturi de radio în toate statele și teritoriile Australiei. Difuzarea efectivă a început din 2 mai 2008.
Ultima Thule este disponibilă ca podcast din luna mai 2005, și la orice moment 8 ediții ale emisiunii sunt disponibile pentru download în format MP3 pe situl emisiunii. De asemenea, poate fi ascultat live de pe pagina radioului 2MBS-FM.

## Albume compilații
Chasing the Dawn: Ultima Thule Ambient Volume 01 este o compilație produsă de George Cruickshank și care a fost lansată cu scopul strângerii de fonduri pentru 2MBS, la începutul lui 2006.
Prezintă lucrări originale și nelansate anterior a treisprezece artiști ambient, incluzându-i pe Steve Roach, Tim Story, Robert Rich și Numina. În august 2006 compilația a atins poziția #41 în clasamentul musical al New Age Reporter.